# 奇斯威克站
奇斯威克站（Chiswick railway station），是一個位於英國豪恩斯洛倫敦自治市的車站，此車站在豪恩斯洛環線上，屬於第3收費區，此站的搭乘率不高，兩年僅不到1百萬。